# Молдавско-гагаузский конфликт
Молдавско-гагаузский конфликт (рум. Conflictul din Găgăuzia) — конфликт между гагаузским населением Молдавской ССР и кишинёвским правительством, возникший в конце 1980-х в процессе распада СССР. В 1990 году военный конфликт был предотвращён, была образована Республика Гагаузия, в конце 1994 года Гагаузия вошла в состав Молдавии в качестве автономии.

## Зарождение и развитие конфликта
Как и молдавско-приднестровский, молдавско-гагаузский конфликт возник в конце 1980-х годов.
В 1990 году Гагаузия (19 августа) и Приднестровье (2 сентября) провозгласили независимость, результатом чего стал поход на Гагаузию.
При содействии Советской Армии и приднестровских добровольцев конфликт был предотвращён.
31 октября 1990 года состоялась организационная сессия Верховного Совета Гагаузской Республики. Председателем Верховного Совета был избран С. М. Топал, заместителем — М. В. Кендигелян.
Эти события положили начало формированию современной гагаузской государственности, которая с 1990 по 1994 годы существовала в форме непризнанной Республики Гагаузия, а с 1994 года существует в форме особого административно-территориального образования в составе Республики Молдовы (согласно Закону Республики Молдова «Об особом правовом статусе Гагаузии (Гагауз Ери)»).

## Политические трения в начале XXI века
Начиная со второй половины 2000-х годов со стороны властных структур Гагаузии раздаются заявления о возможности восстановления Гагаузии как независимого от Молдавии государства.

### 2008—2010
В 2008 году после провозглашения независимости Косово властями Гагаузии было сделано утверждение, согласно которому Гагаузия как самостоятельное государство обладает большей легитимностью, нежели Косово. Также власти Гагаузии поддержали признание независимости Абхазии и Южной Осетии.
В 2010 году Башкан Гагаузии Михаил Формузал в своих интервью определил Гагаузию по отношению к Молдавии как республику (статус с 19 августа 1990 по 23 декабря 1994 года) и государство в государстве.

### 2011
Летом 2011 года многие гагаузские выпускники получили неудовлетворительные оценки по предмету «Румынский язык и литература» без права пересдачи в течение года. В ответ на это власти Гагаузии приняли решение о выдаче выпускникам дипломов собственного образца без указания оценок по румынскому языку, с которыми, по словам представителей властей автономии, выпускники могли поступать в вузы других стран (например, российские, болгарские, турецкие).
По итогам встречи Формузала и Филата 8 августа 2011 года был достигнут частичный компромисс, было запланировано открытие центра исследований в области гагаузоведения. Инициативы Гагаузии по восстановлению молдавского языка как языка преподавания были поддержаны партией «Патриоты Молдовы». Между тем, действия Формузала подверглись критике, но, в свою очередь, Формузал достигнутый компромисс определил как недостаточный.
В парламент Молдавии было направлено постановление «О совместной комиссии парламента Республики Молдова и Народного собрания Гагаузии по разработке законодательного акта по разграничению полномочий между центральными и региональными органами власти».
9 ноября 2011 года в Комрате потребовали внесения текста закона о статусе Гагаузии в конституцию Молдавии, 10 ноября парламент Гагаузии выразил протест против сокращения гагаузских корреспондентов на молдавском телевидении. Требование, однако, было отклонено.
21 ноября в законодательной инициативе о принятии закона «О внесении изменений и дополнений в некоторые законодательные акты», правительства Молдавии, среди поправок были требование приравнять башкана Гагаузии к председателям обычных районов РМ, а Народное собрание (парламент) автономии к простым местным советам и сельским и районным советникам, кроме того, Либеральная партия Молдавии предложила запретить выдвигаться в депутаты парламента Молдавии лицам, не знающим государственного языка.
В ноябре в Комрате прошли протесты, связанные с политикой молдавского руководства. Во время митинга было снова заявлено о возможности восстановления прежнего статуса независимой Гагаузской Республики, объявленного 19 августа 1990 года, в случае слияния Молдавии с Румынией. Участники митинга заявили, что в связи с тем, что власти в Кишиневе очень хотят идти в сторону Румынии или вступить в Европейский союз и всеми возможными путями урезают статус Гагаузии в составе Молдавии, политический договор от 23 декабря 1994 года, заключённый обеими сторонами, должен быть добровольно расторгнут, после чего Гагаузия должна вернуться к статусу независимой Гагаузской Республики. Народному собранию Гагаузии было предложено рассмотреть возможность проведения референдума на территории автономии в феврале 2012 года, на котором населению следовало бы выразить вотум недоверия руководству Республики Молдова, особенно вследствие последнего повышения цен и тарифов, а также вследствие нарушения Кишинёвом закона о специальном юридическом статусе Гагаузской автономии. Участники митинга протеста обратились ко всем мэрам и советникам в Гагаузии поддержать их требование и оказать давление на Народное собрание на предмет проведения референдума..
13 декабря народное собрание Гагаузии потребовало от правительства Молдавии исполнения закона о статусе автономии.

### 2012
9 января 2012 года исполнительный комитет Гагаузии предупредил о законодательном запрете закрытия учебных заведений в автономии. 11 января в Молдавии была создана комиссия по мониторингу соблюдения языкового законодательства.
В феврале-марте 2012 года отмечалась эскалация политического конфликта внутри Гагаузии, прошёл сбор подписей за отставку Формузала.
20 ноября 2012 года власти Гагаузии заявили о создании собственного МИДа.
30 ноября 2012 года депутаты Народного собрания поддержали инициативу о проведении в автономии местного консультативного референдума по вопросу о присоединении Молдавии к Таможенному союзу России, Белоруссии и Казахстана.

### 2014
2 февраля 2014 года в Гагаузской автономии состоялся референдум по вопросам внешнеполитического курса Молдавии и отложенного статуса независимости Гагаузии. Явка составила 70,42 %. За отложенный статус независимости проголосовали 98,9 % принявших участие в плебисците, против — 1,9 %. На консультативном референдуме за курс на вступление в Таможенный союз проголосовали 98,47 % от явившихся к урнам избирателей, против — 1,52 %. Курс, направленный на вступление Молдавии в Европейский союз, поддержали 2,77 % избирателей, против выступили 97,22 % Референдум был признан властями Молдавии незаконным.